# Nick Lachey
Nicholas Scott "Nick" Lachey, född 9 november 1973 i Harlan, Kentucky, USA, är en amerikansk popsångare som slog igenom i pojkbandet 98 Degrees.
Han var gift med sångerskan Jessica Simpson från 2002 till 2006. Sedan 2011 är han istället gift med skådespelerskan och skönhetsdrottningen Vanessa Lachey (född Minnillo), med vilken han har tre barn.

## Diskografi
- 2003 - SoulO
- 2006 - What's Left Of Me
- 2010 - Coming Up For Air